# Внутренние Горганы
Внутренние Горганы (укр. Внутрішні Ґорґани) или Привододельные Горганы (укр. Привододільні Ґорґани) — группа средневысоких горных хребтов в Украинских Карпатах, часть Горганы.
Расположенные на границе Закарпатской и Ивано-Франковской областей. Преобладающие высоты 1300—1500 м, максимальная — 1788 м. В северо-западной части Привододельных Горган — массивные хребты: Пишконя, Стримба, Передняя и другие (вершины: Попадья — 1740 м, Негровец — 1707 м, Ясновец — 1600 м, Передня — 1598 м), расчлененные долинами рек Рики, Теребли, Тересвы и их притоками. В юго-восточной части — хребет Братковский (вершины: Братковская — 1788 м, Гропа — 1763 м, Чёрная Клева — 1719 м), расчлененный верховьями рек Чёрной Тисы и Быстрицы Надворнянской. Хребты Внутренних Горган имеют узкие пряди и крутые склоны. Склоны до высоты 1350 метров покрыты преимущественно буково-еловыми лесами, выше — кустарниковым криволесьем из сосны, встречаются небольшие участки горных лугов.
Природоохранные территории:  Национальный парк «Синевир», Брадульский заказник и другие.